# Capsicum chinense
Capsicum chinense es una de las cinco especies domesticadas de chiles o ajíes. Variedades importantes de Capsicum chinense incluyen el chile habanero (la más común), el ají panca y el ají limo. Las variedades de ají panca y ají limo se cultivan en Perú.
Dependiendo del país, también es conocido como ají, ají topito, chile congo, chocolate, chile porrón, ají chombo, y bondamanjak (en Antillas francesas).

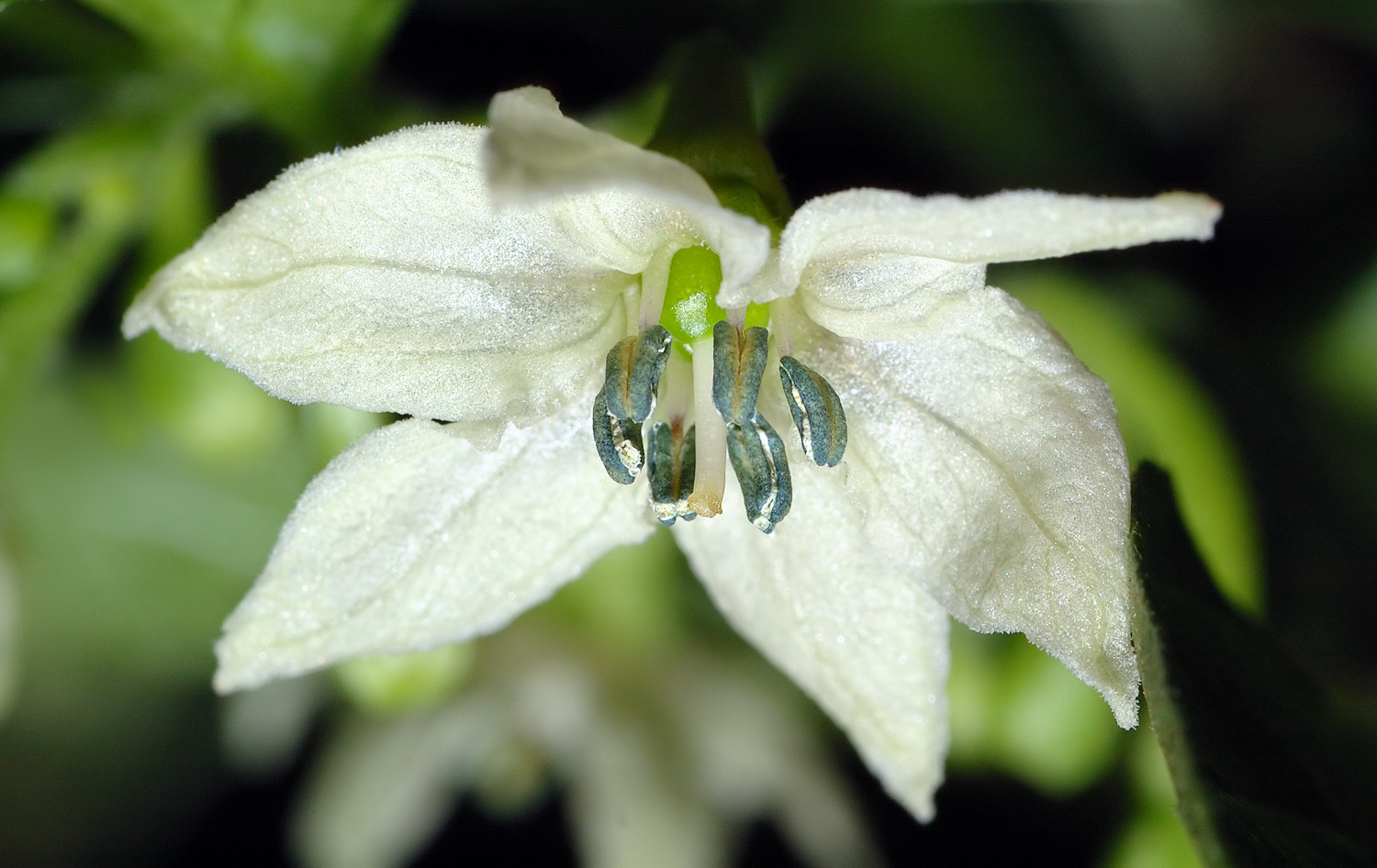
Flor.

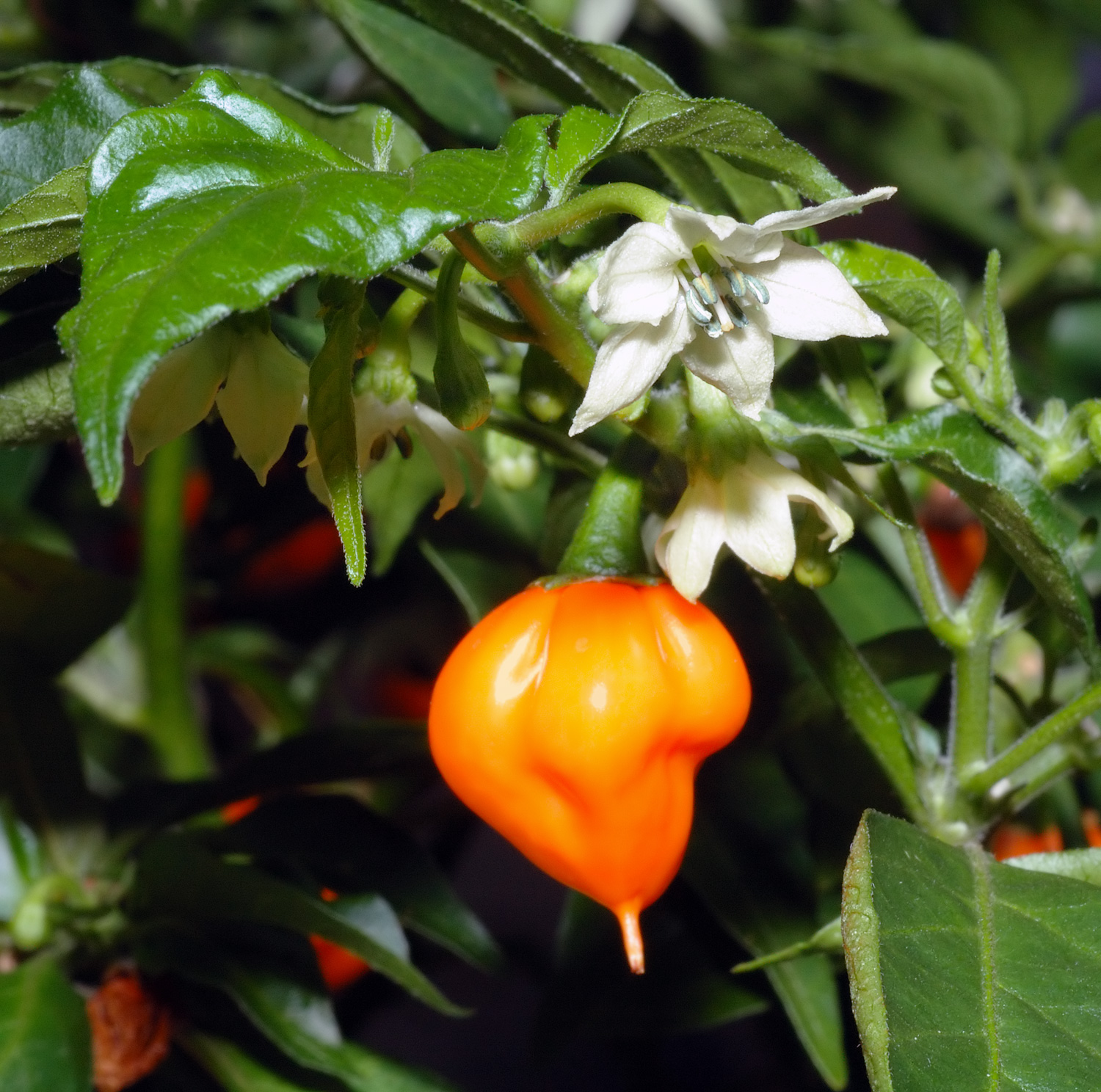
Flores y fruto maduro.

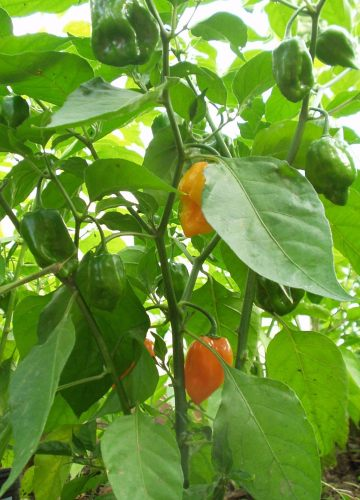
Vista de la planta en fructificación (frutos inmaduros y maduros).

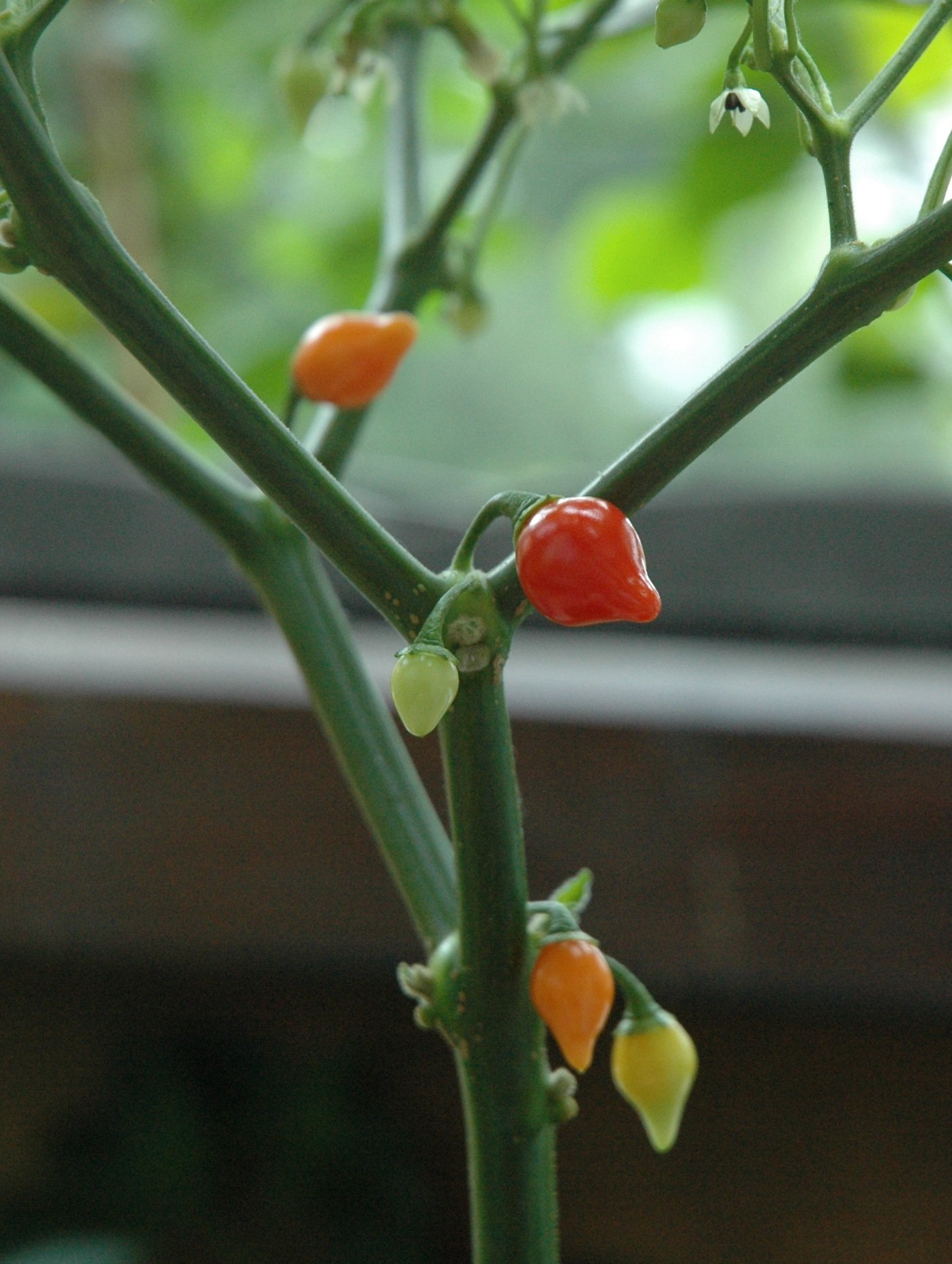
Frutos maduros e inmaduros.

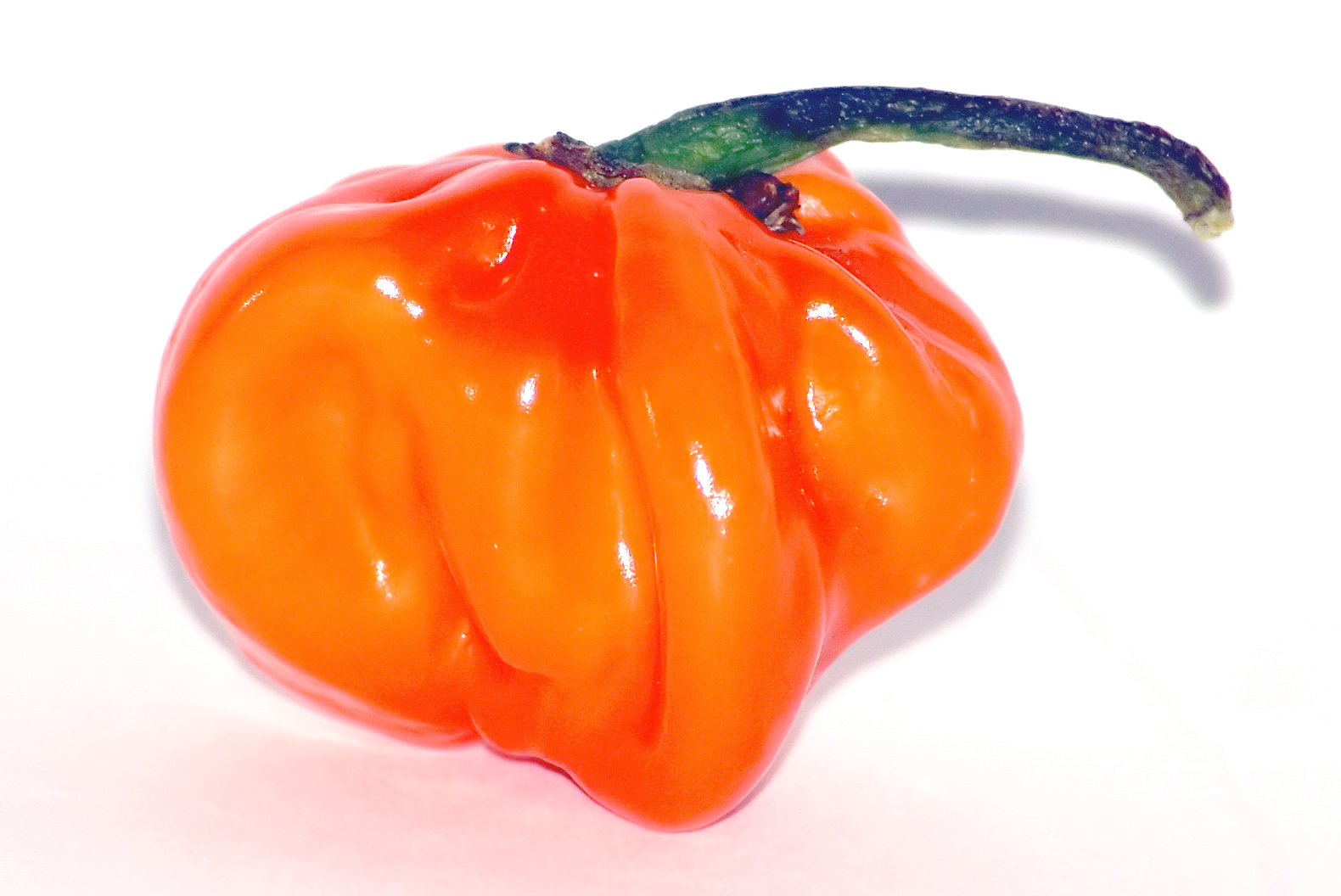
Fruto maduro suelto.

## Descripción
Es una planta herbácea o arbusto, ramificados, que alcanzan un tamaño de hasta 2,5 m de alto. Las hojas son pecioladas, con pecíolos 0,5-3 cm de largo, solitarias o en pares, ovadas, de hasta de 12 cm de largo y 4,5 cm de ancho y con ápice acuminado, base cuneada o atenuada, escasamente pubescentes. Las flores  usualmente por pares o más, raramente solitarias, con pedicelo de 1-3 cm de largo, cáliz de hasta 0,5 mm de largo, corola de 5-7 mm de largo, lobada hasta en ½ de su longitud. El fruto es una baya oblonga a globosa, amarilla a roja.

## Variedades

### Chile habanero
El chile habanero es una de las variedades con mayor intensidad de sabor picante en todo el género Capsicum. En la actualidad en diversos países se han obtenido diversas hibridaciones de las cuales se han obtenido chiles menos picantes, de igual forma en los campos yucatecos la polinización realizada por diversos insectos en los arbustos de diversas especies de chile han dado como resultado que en la actualidad los "habaneros" sean menos picantes y con aspectos semejantes a otras variedades.
Los ejemplares inmaduros del chile habanero son de color verde, pero su color varía en la madurez. Los colores más comunes son anaranjados (semimaduros) y rojos (maduros), pero también existen en colores blanco, marrón, amarillo y rosados. Un habanero maduro es típicamente de 2-6 cm (1-2½ pulgadas) de largo.
La mayoría de habaneros se clasifican entre 100 000-300 000 unidades de Scoville de picor (SHU). Hasta hace poco, en el libro Guinness de Récords se reconocía la variedad de habanero Savinas Roja, desarrollada por GNS Spices en el Sur de California, como la especia "más picante del mundo" con 580 000 SHU; desde febrero de 2007 ese título pasó a recaer en el chile Naga jolokia con alrededor de 1 000 000 SHU, y en 2011, por el Trinidad Scorpion Butch T que llega a los 1 463 700 SHU. Y el Trinidad Scorpion fue superado por el chile Carolina Reaper en 2012, ya que este puede llegar a 2 220 000 SHU. Como referencia, un pimiento Cayenne contiene típicamente de 30 000 a 50 000 SHU mientras que el aerosol de pimienta de la policía contiene 5 300 000 SHU.
En Yucatán (México) se cosechan aproximadamente 1500 toneladas anuales de chile habanero, considerado ya como parte de la cultura tradicional culinaria de Yucatán. Otras zonas productoras de esta variedad de chile incluyen República Dominicana, Guatemala, Belice, Costa Rica, Panamá, Colombia, y algunos estados de Estados Unidos como Texas, Idaho y California.
En algunos países del Caribe, el chile habanero es utilizado como ingrediente en las comidas, preparado en salsas de acompañamiento y con aplicaciones medicinales.

#### Denominación de origen del chile habanero en México
En México, los estados que producen dicha variedad de chile son Baja California Sur, San Luis Potosí, Chiapas, Sonora, Tabasco y Veracruz, sin embargo más del 50 % de la producción destinada a los mercados nacional e internacional proviene de los estados de Yucatán, Campeche y Quintana Roo. De ahí que productores y autoridades de Yucatán en 2006 promovieran ante el Instituto Mexicano de la Propiedad Industrial (IMPI) la denominación de origen con lo que únicamente el chile habanero y sus derivados (como son las salsas) producidos en el estado de Yucatán ostenten la denominación “chile habanero de Yucatán”. Después de una controvertida discusión jurídica por el certificado de denominación de origen, se determinó, el 9 de septiembre de 2009, que el habanero sea legalmente certificado en cualquiera de los estados de la península de Yucatán (Campeche, Quintana Roo y Yucatán); por lo que llevaría el nombre de "chile habanero de la península de Yucatán", lo que ocasionó protesta e inconformidad de algunos sectores científicos y productores afectados.

### Ají panca
El ají panca es junto con el ají amarillo (Capsicum baccatum) uno de los ajíes más ampliamente usados en la gastronomía peruana. Es más frecuente en los aderezos de la sierra, como en el picante de cuy, también en platos como el anticucho.

### Ají limo
El ají limo es una variedad de Capsicum chinense con alto contenido de capsicina, muy apreciada en la gastronomía del Perú para la preparación de ceviches por su aroma frutal.

## Taxonomía
Capsicum chinense fue descrita por Nikolaus Joseph von Jacquin y publicada en Hortus Botanicus Vindobonensis 3: 38, t. 67. 1776
Etimología
Capsicum: neologismo botánico moderno que deriva del vocablo latino capsŭla, ae, ‘caja’, ‘cápsula’, ‘arconcito’, diminutivo de capsa, -ae, del griego χάψα, con el mismo sentido, en alusión al fruto, que es un envoltorio casi vacío. En realidad, el fruto es una baya y no una cápsula en el sentido botánico del término.
chinense: epíteto que otorgó Nikolaus Joseph von Jacquin (1727-1817), un botánico neerlandés, que erróneamente nombró la especie en 1776, porque creía que se originó en China.
Citología
- Tiene un número de cromosomas de 2n=24[14]

Sinonimia
- Capsicum sinense Murray
- Capsicum toxicarium Poepp. ex Fingerh.[15]

## Cultivares

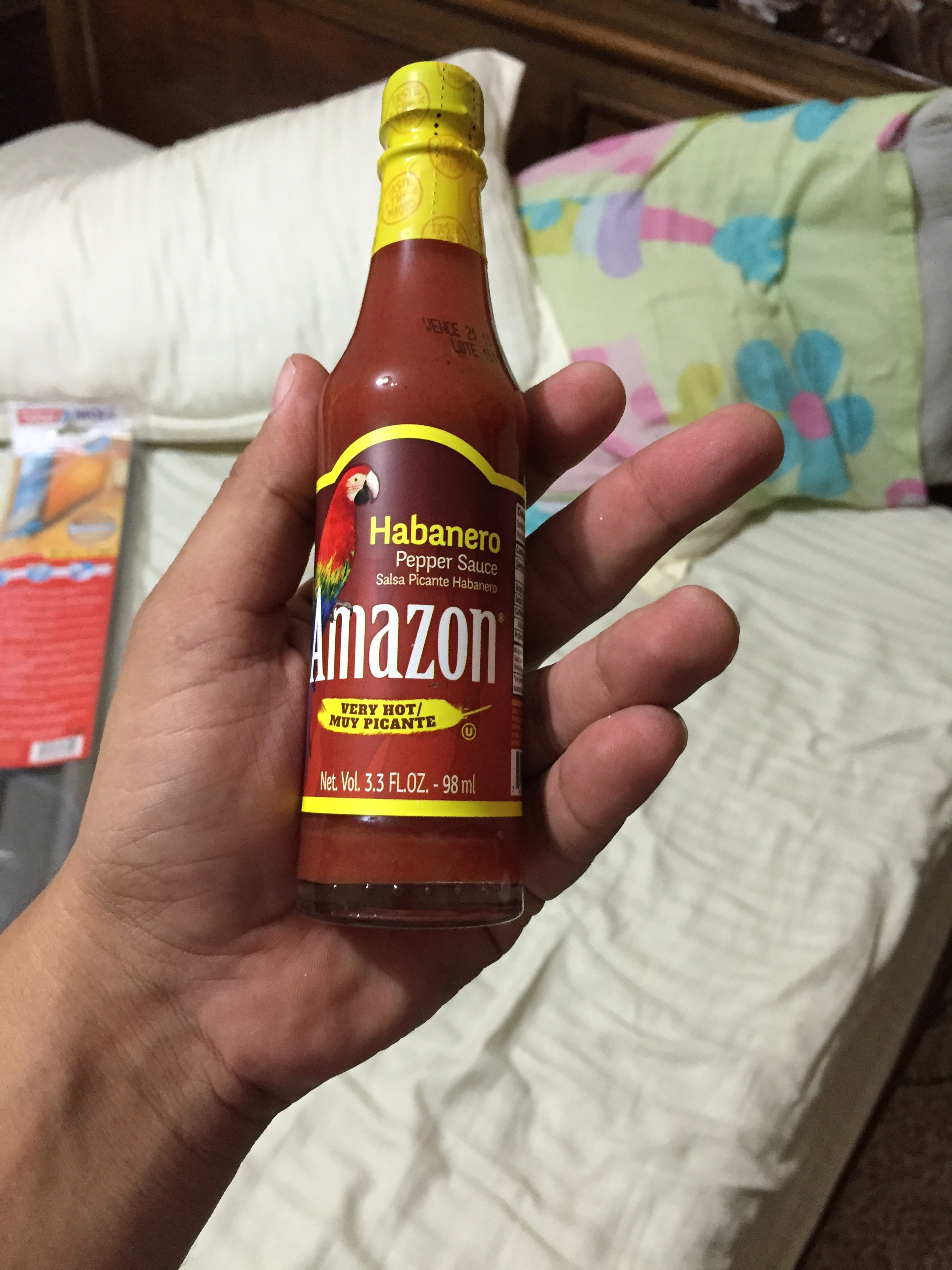
Salsa picante de ají habanero.

Hay innumerables cultivares, más o menos locales, entre otros:
| - Ají dulce - Ají panca/Ají Brown - Aubrey - Adjuma - Barbados - Barbados Seasoning - Bonda Ma Jacque - Brown Bonnie - Chapeau du Frade - Clavo - Congo - Cumari o passarinho - Dátil - Faria - Fatalii - Golden Habanero - Habanero Capuccino - Habanero Sebaco - Habolokia | - Hood - Madame Jeanette - Maraba - Naga Moritch Na Purple Hagel - Paramin Flavour - Pimenta Doce - Portachuela - Red Scotch Bonnet - Rocotillo - Scorpion - Seven Pod - Surinam Red - Tiger Teeth - Ucho - Wiri Wiri - Yellow Scotch Bonnet |